# 蜮民國

圖出自《古今圖書集成·方輿彙編·邊裔典·第一百七卷》

蜮民國，又稱作蜮國、蜮人，桑姓（《太平御覽》作食桑），其人以小米為食，並專門捕射一種名為蜮的生物來吃，或利用弓箭射殺黃蛇。